# سانغمن
سانغمن (بالهانغل: 상민، وبالهانجا: 常民) أو يانغمن (بالهانغل: 양민، وبالهانجا: 良民) هم عامة شعب في مملكة جوسون في كوريا. قرابة 75% من الكوريين آنذاك كانوا من السانغمن. طبقة سانغمن ضمت الفلاحين والعمال والصيادين والصناع والتجار. أغلب السانغمن كانوا عمالاً وفقراء وذوي رتبة منخفضة. دفع السانغمن أغلب الضرائب في الدولة، وكانوا عرضة للتجنيد الإجباري. سيطر اليانغبان والتشنغن على الحكومة وعلى طبقة سانغمن. خلال العهد الأخير من جوسون تمرد السانغمن أكثر من مرة بسبب ضغط النبلاء عليهم.